# Hagonoy (Davao del Sur)
Hagonoy is een gemeente in de Filipijnse provincie Davao del Sur op het eiland Mindanao. Bij de laatste census in 2007 had de gemeente bijna 47 duizend inwoners.

## Geografie

### Bestuurlijke indeling
Hagonoy is onderverdeeld in de volgende 21 barangays:
| - Balutakay - Clib - Guihing - Guihing Aplaya - Hagonoy Crossing - Kibuaya - La Union - Lanuro - Lapulabao - Leling - Mahayahay | - Malabang Damsite - Maliit Digos - New Quezon - Paligue - Poblacion - Sacub - San Guillermo - San Isidro - Sinayawan - Tologan |

## Demografie
Hagonoy had bij de census van 2007 een inwoneraantal van 46.648 mensen. Dit zijn 2.777 mensen (6,3%) meer dan bij de vorige census van 2000. De gemiddelde jaarlijkse groei komt daarmee uit op 0,85%, hetgeen lager is dan het landelijk jaarlijks gemiddelde over deze periode (2,04%). Vergeleken met de census van 1995 is het aantal mensen met 4.896 (11,7%) toegenomen.

De bevolkingsdichtheid van Hagonoy was ten tijde van de laatste census, met 46.648 inwoners op 116,84 km², 399,2 mensen per km².